# Angie Turner King
Angie Lena Turner King, nata Angie Lena Turner (Elkhorn, 9 dicembre 1905 – Institute, 28 febbraio 2004), è stata una chimica e matematica statunitense, la terza afroamericana a laurearsi in chimica e matematica e a ottenere un dottorato di ricerca in matematica; ebbe una grossa influenza sui suoi studenti, tra cui Margaret S. Collins e Katherine Johnson.

## Biografia

### Infanzia e istruzione
King è nata nel 1905 a Elkhorn, Virginia Occidentale, una comunità segregata di minatori di carbone. I suoi nonni erano stati schiavi. È vissuta con la nonna dopo che sua madre è morta quando aveva otto anni e suo padre è morto in un incidente in miniera. Ha dormito in una capanna, dove "nel periodo invernale, quando nevicava, mi svegliavo con la neve sul mio letto" e la sua nonna più chiara la chiamava "la cagna nera". Più tardi è vissuta con il nonno ed è stata quindi in grado di frequentare la scuola.
Aveva buoni voti e si è diplomata alla scuola superiore a 14 anni (nel 1919) ma non sapeva della possibilità delle borse di studio all'università. King ha iniziato a insegnare all'istituto Bluefield Colored (ora Bluefield State College) trasferendosi poi al West Virginia State College. Si è pagata gli studi lavorando come cameriera a scuola e lavando i piatti. Ha conseguito la laurea in matematica e chimica nel 1927, con una tesi che riportava i suoi studi sulle soluzioni di acido tannico e ossidi ferrosi d'idrogeno.

### Carriera
King ha iniziato a insegnare al laboratorio d'istituto del West Virginia State College (WVSC) studiando all'Università di Cornell in estate. Ha ottenuto il master in chimica e matematica nel 1931. Ha ottenuto una cattedra presso la WVSC e ha frequentato l'università di Pittsburgh come dottoranda. Ha ottenuto il dottorato nel 1955 e la sua tesi era un'analisi dell'algebra nei libri di testo scolastici prima del 1900. Le sue tesi per il master e per il suo dottorato erano le sue sole pubblicazioni.
Durante la seconda guerra mondiale, come risposta alla preoccupazione che la guerra avrebbe causato una carenza di laureati necessari come ufficiali militari dopo la guerra, venne istituito un programma di formazione militare chiamato Army Specialized Training Program (ASTP). L'ASTP era segregato e la WVSC è stata una delle sei università nere dotate di un reparto ASTP e King ha insegnato chimica per il programma.
La carriera di King è stata distinta dal suo tutoraggio e dall'insegnamento con molti studenti che hanno frequentato gli studi post laurea, tra cui Katherine Johnson, scienziata NASA protagonista di molti programmi spaziali tra i quali Apollo 11, Space Shuttle, la missione su Marte (una delle biografie narrate nel film Il diritto di contare). Johnson l'ha considerata una influenza importante, dicendo che King era "una maestra meravigliosa, luminosa, curata e molto rigorosa". In un questionario agli ex studenti del West Virginia State College, 27 dei 72 intervistati hanno nominato King come loro insegnante preferito e la maggior parte di loro avevano continuato gli studi. King ha ricevuto il West Virginia State College Alumnus of the Year nel 1954.

## Vita privata
King ha sposato Robert Elemore King nel 1946 e ha avuto cinque figlie. King ha vissuto nel campus del WVSC fino alla sua morte nel 2004.